# Isohypsibius annulatus
Isohypsibius annulatus är en djurart som tillhör fylumet trögkrypare, och som först beskrevs av Murray 1905.  Isohypsibius annulatus ingår i släktet Isohypsibius och familjen Hypsibiidae. Arten är reproducerande i Sverige.

## Underarter
Arten delas in i följande underarter:
- I. a. annulatus
- I. a. minor